# Плоские моли
Плоские моли (лат. Depressariinae) — подсемейство бабочек из семейства злаковых молей-минёров (Elachistidae). Некоторые систематики повышают ранг таксона до семейства.

## Описание
Бабочки небольшие, с размахом крыльев 11—32 мм, редко до 45 мм. Крылья относительно широкие. Передние крылья обычно светло или темно—коричневые (бурые) или серые. В покое они складываются, налегая одно на другое, так что бабочка выглядит плоской, что позволяет ей прятаться в узких щелях. Максиллярные щупики очень маленькие, незаметные. Передние крылья с 13 жилками, задние — с 9—10.
Бабочки летают в сумерках и ночью. Большинство видов обитает в лесах, преимущественно широколиственных. За год развивается только 1 поколение. Гусеницы ведут скрытный образ жизни, питаясь среди сплетенных шелковиной листьев древесных и травянистых растений. У ряда видов отмечено питание завязями и незрелыми семенами.

## Классификация
В мировой фауне около 79 родов.
- Afdera Clarke, 1978
- Agonopterix Hübner, [1825]
- Ancipita Busck, 1914
- Apachea Clarke, 1941
- Athrinacia Walsingham, 1911
- Barantola Walker, 1864
- Betsabella Urra, 2014
- Bibarrambla Clarke, 1941
- Bleptochiton Turner, 1947
- Chariphylla Meyrick, 1921
- Comotechna Meyrick, 1920
- Costoma Busck, 1914
- Deloryctis Meyrick, 1934
- Depressaria Haworth, 1811
- Doina Clarke, 1978
- Doleromima Meyrick, 1902
- Doshia Clarke, 1978
- Eclecta Meyrick, 1883
- Ectaga Walsingham, 1912
- Enchocrates Meyrick, 1883
- Enteremna Meyrick, 1917
- Erithyma Meyrick, 1914
- Eupragia Walsingham, 1911
- Euprionocera Turner, 1896
- Eutorna Meyrick, 1889
- Exaeretia Stainton, 1849
- Filinota Busck, 1911
- Fuchsia Spuler, 1910
- Gnathotona Meyrick, 1931
- Gonada Busck, 1911
- Gymnoceros Turner, 1946
- Habrophylax Meyrick, 1931
- Haereta Turner, 1947
- Hamadera Busck, 1914
- Hastamea Busck, 1940
- Heterobathra Lower, 1901
- Himmacia Clarke, 1941
- Himotica Meyrick, 1912
- Idiocrates Meyrick, 1909
- Iphimachaera Meyrick, 1931
- Lepidozancla Turner, 1916
- Levipalpus Hannemann, 1953
- Loboptila Turner, 1919
- Lucyna Clarke, 1978
- Luquetia Leraut, 1991
- Machimia Clemens, 1860
- Maesara Clarke, 1968
- Mimozela Meyrick, 1914
- Muna Clarke, 1978
- Nedenia Clarke, 1978
- Nematochares Meyrick, 1931
- Nites Hodges, 1974
- Notosara Meyrick, 1890
- Octasphales Meyrick, 1886
- Osmarina Clarke, 1978
- Palinorsa Meyrick, 1924
- Pedois Lower, 1894
- Peritornenta Turner, 1900
- Perzelia Clarke, 1978
- Philtronoma Meyrick, 1914
- Pholcobates Meyrick, 1931
- Phytomimia Walsingham, 1912
- Pisinidea Butler, 1883
- Profilinota Clarke, 1973
- Pseudocentris Meyrick, 1921
- Psilocorsis Clemens, 1860
- Psittacastis Meyrick, 1909
- Psorosticha Lower, 1901
- Ptilobola Meyrick, 1933
- Rhindoma Busck, 1914
- Scoliographa Meyrick, 1916
- Scorpiopsis Turner, 1894
- Semioscopis Hübner, [1825]
- Talitha Clarke, 1978
- Telechrysis Toll, 1956
- Thalamarchella Fletcher, 1940
- Thyromorpha Turner, 1917
- Tonica Walker, 1864
- Trycherodes Meyrick, 1914